# Tesla Cybertruck
Tesla Cybertruck — электромобиль-пикап в стиле киберпанк (индустриальная эстетика), который выпускает компания Tesla. Заявленная грузоподъёмность — порядка 1,6 тонны. В зависимости от модели на одном заряде пикап должен проезжать до 500 миль (около 804 км).
Производство полноприводных двухмоторных и трёхмоторных версий Cybertruck планировалось начать в конце 2021 года, а заднеприводной одномоторной модели — в конце 2022 года, но производство было перенесено на 2022 год, а затем на начало 2023 года. В январе 2022 года все упоминания о начале производств автомобиля в 2022 году на сайте Tesla были удалены.
Производство автомобиля началось в июле 2023 года, а в ноябре этого же года начались первые поставки.

## История
В 2012 и 2013 годах Илон Маск обсуждал создание пикапа, схожего по размерам с Ford F-250. В начале 2014 года Маск предсказывал срок в 4-5 лет до начала работы над машиной.
В 2016 году Илон Маск заявил о создании пикапа с совершенно новыми свойствами. Он также упомянул возможность создания рамы и подвески для создания пикапа или небольшого фургона. В конце 2017 года размер был определён как, по меньшей мере, схожий с Ford F-150. В процессе выкаток Tesla Semi и Tesla Roadster в ноябре 2017-го показывали картинку пикапа, способного перевозить другой пикап. Идеи этого пикапа прорабатывались по меньшей мере 5 лет.
В позднем 2018 году Tesla работала над двумя типами своего пикапа. Первый тип — это использование основы Mercedes-Benz Sprinter с добавленными Tesla электрической трансмиссией, батареей и электроникой. Второй тип — производство собственного пикапа Tesla, что требует больше времени. Прототип этого пикапа был отвергнут в течение подготовки к шоу в 2019 году.
В марте 2019 года, сразу после запуска Tesla Model Y, Илон Маск показывал изображение пикапа и говорил, что он будет выполнен в стиле киберпанк и не всем понравится из-за его футуристичных форм и стиля персонального защищённого транспорта.
В течение презентации, которая состоялась с 22 на 23 ноября 2019 года по московскому времени, Илон Маск демонстрировал материалы, из которых сделан Tesla Cybertruck. Это — нержавеющая сталь и особо прочное стекло. Особо прочное стекло не разбилось во время теста прямо на презентации, но когда Франц фон Хольцхаузен металлическим шаром попытался разбить стекла в машине, они разбились. Илон Маск пошутил, сказав что «ему есть над чем поработать», а также, что это будет стёрто на видео.
Перед концом презентации Илон Маск показал Tesla Cyberquad — полностью электрический квадроцикл. Его закатили в Tesla Cybertruck по рампе, и при том он мог заряжаться от него — от встронной розетки на 120 вольт.
Производство автомобиля началось в июле 2023 года, а в ноябре этого же года начались первые поставки.
В апреле 2024 года компания отозвала все 3878 автомобилей, чтобы исправить критическую неисправность в педали.

## Характеристики
Все модели Cybertruck имеют следующие характеристики: 250 кВт Supercharge, рессорная подвеска, выводы розеток на 110 и 220 вольт, вес — 2700 килограмм, мощность двигателя — 775 л. с.. Машины имеют несущую конструкцию кузова в отличие от рамы в обычных пикапах. Подобно всем другим машинам Tesla, можно заказать систему курсовой устойчивости, заплатив дополнительные 7000 долларов в цену всей конфигурации.
- Single motor RWD // запас хода 482 км // ускорение 0-100 км/ч меньше 6,5 секунд // максимальная скорость 170 км/ч // грузоподъёмность 1587 килограмм // прицеп вес 3400 килограмм // цена 39 900 долларов //
- Dual motor AWD // запас хода 600 км // ускорение 0-100 км/ч меньше 4,5 секунд // максимальная скорость 193 км/ч // грузоподъёмность 1587 кг // вес прицепа более 4535 кг // цена 49 900 долларов //
- Tri motor AWD // запас хода более 800 км // ускорение 0-100 км/ч менее 2,9 секунд // максимальная скорость 210 км/ч // грузоподъёмность 1587 кг // прицеп более 6350 кг // цена 69 900 долларов //

Дополнительно Tesla подтверждает следующие размерности для всех моделей: объём багажника — 2,8 кубического метра. Длина багажника — 198 см. Просвет — до 40 см. Угол заезда — 35 градусов. Угол съезда — 28 градусов.
Стандартная модель будет использовать подстраивающуюся пневмоподвеску для компенсации вариаций в нагрузке и, также, будет иметь полный привод. Он будет иметь на борту инверторы для поддержки розеток на 110 и 220 вольт, позволяющие воспользоваться мощностью машины без портативного генератора. Также присутствует воздушный компрессор, необходимый для пневмоподвески. Камеры в машине позволяют выполнять автоматическую параллельную парковку.
Опции для батареи позволяют изменять дальность поездки от одного полного заряда от 400 до 800 км. Ёмкость батарей — приблизительно 123 кВт*ч. Кабина может быть защищена от шрапнели и мелких осколков.
Опционально доступна полная герметичность кабины, которая позволит использовать Cybertruck в качестве амфибии.

## Потенциал рынка
За два дня после презентации, по словам Илона Маска, компания получила 146 тысяч предзаказов. Первая тысяча покупателей получила автомобили в январе-феврале 2024 года. Реакция первых покупателей была весьма неоднозначной.
В Россию модель официально не поставляется, но «серыми» дилерами с мая по октябрь 2024 года было ввезено 20 экземпляров, продано 12.

## Происшествия
- 1 январе 2025 года произошёл подрыв Tesla Cybertruck в в Лас-Вегасе.
- В марте 2025 года произошла авария с участием Tesla Cybertruck. Внедорожник Mercedes-Benz G-Wagen врезался сразу в 7 припаркованных автомобилей, в том числе в электропикап. Tesla Cybertruck разорвало на две части. Сторонние наблюдатели заметили, что силовой каркас ради облегчения конструкции автомобиля изготавливается из алюминия[21].

## Галерея

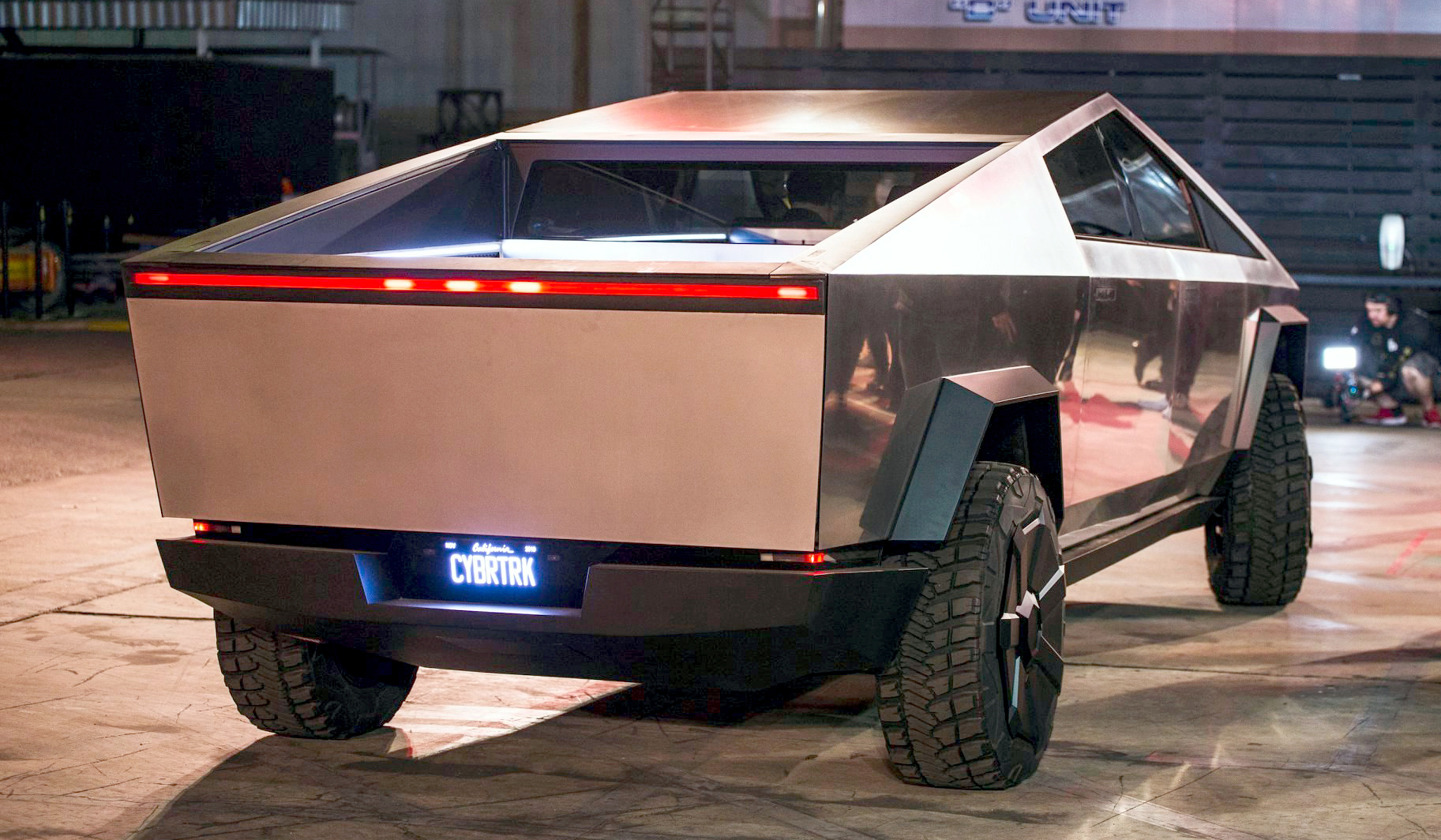
Вид сзади
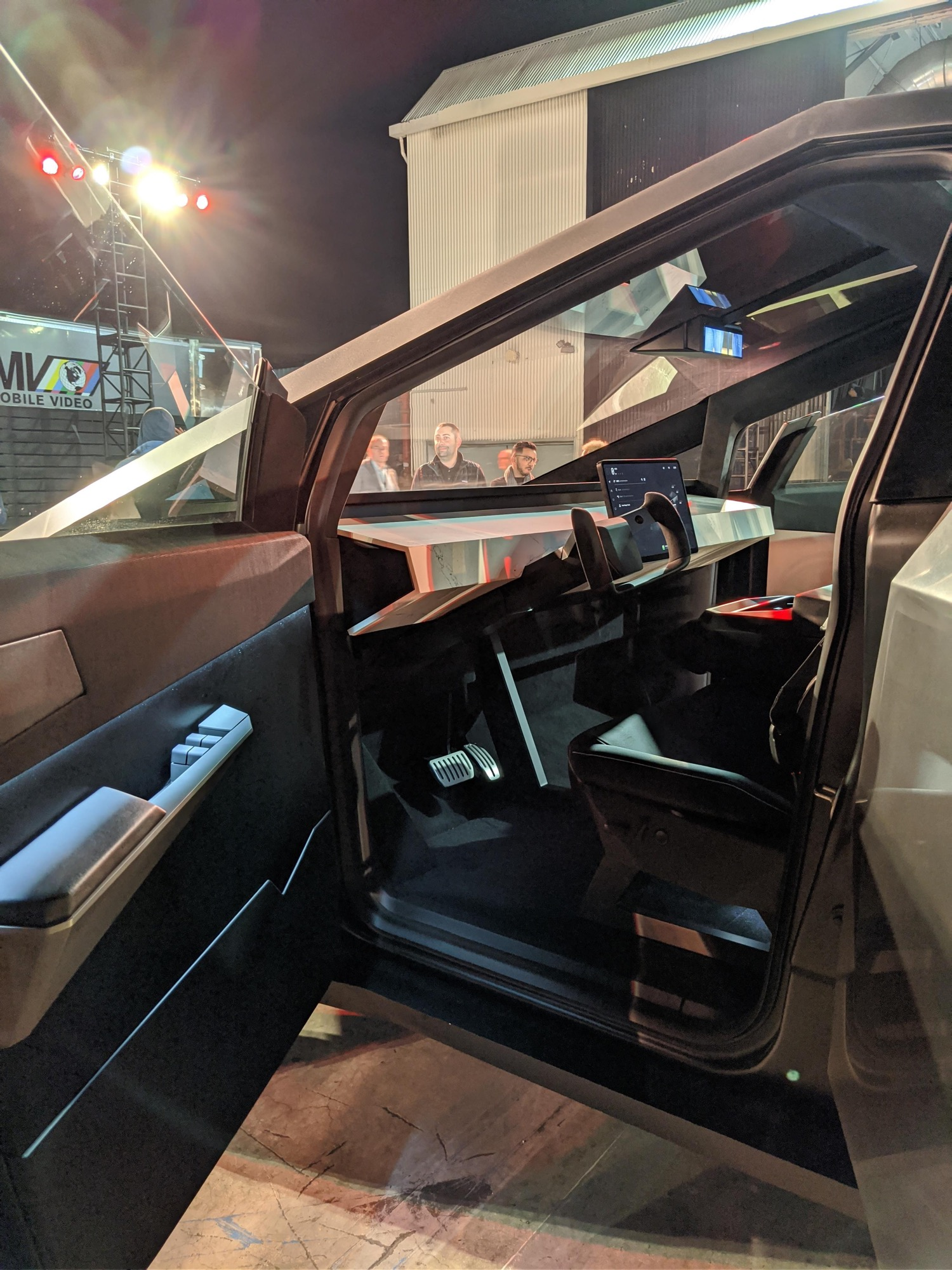
Водительское сиденье
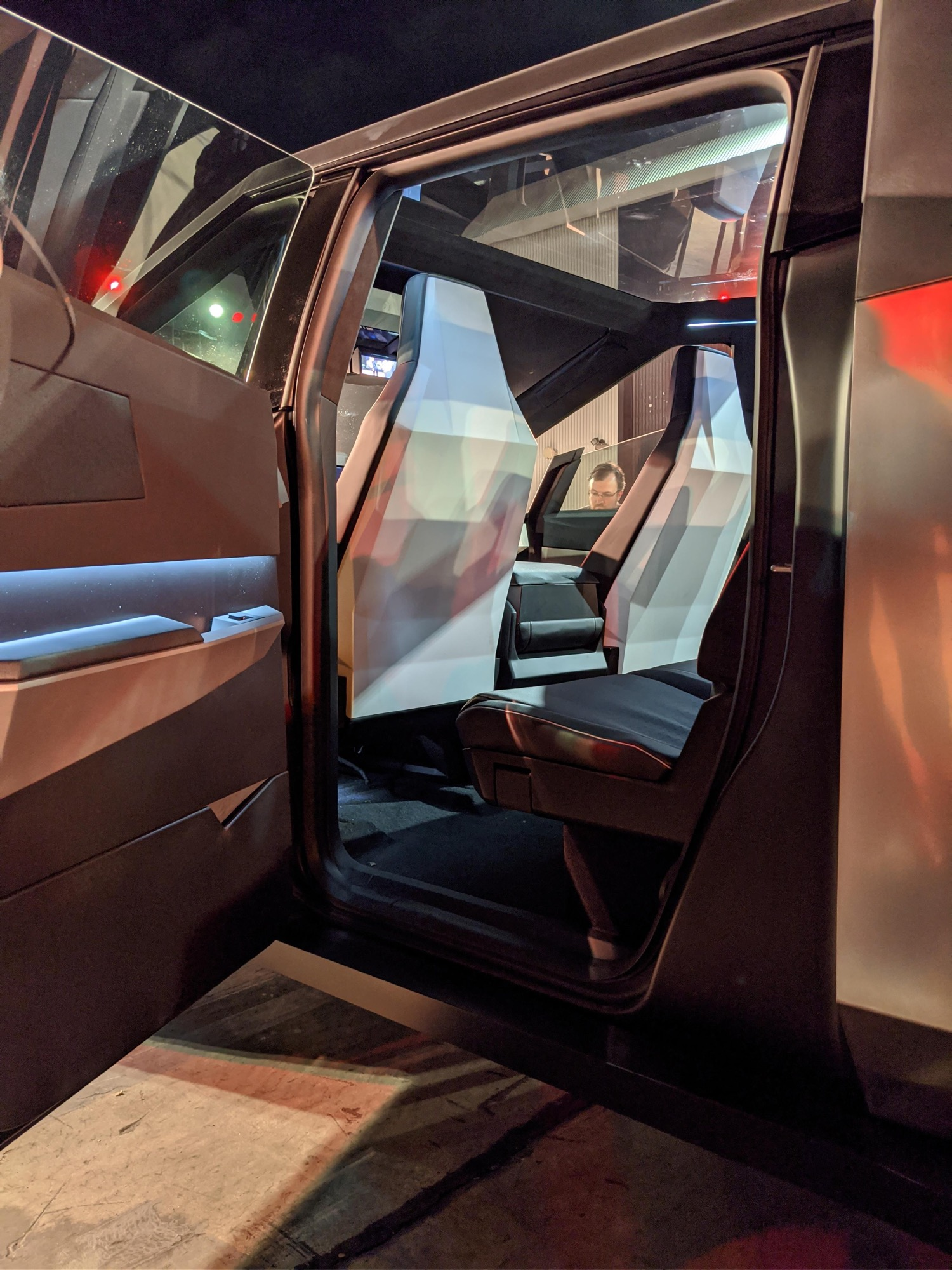
Второй ряд сидений
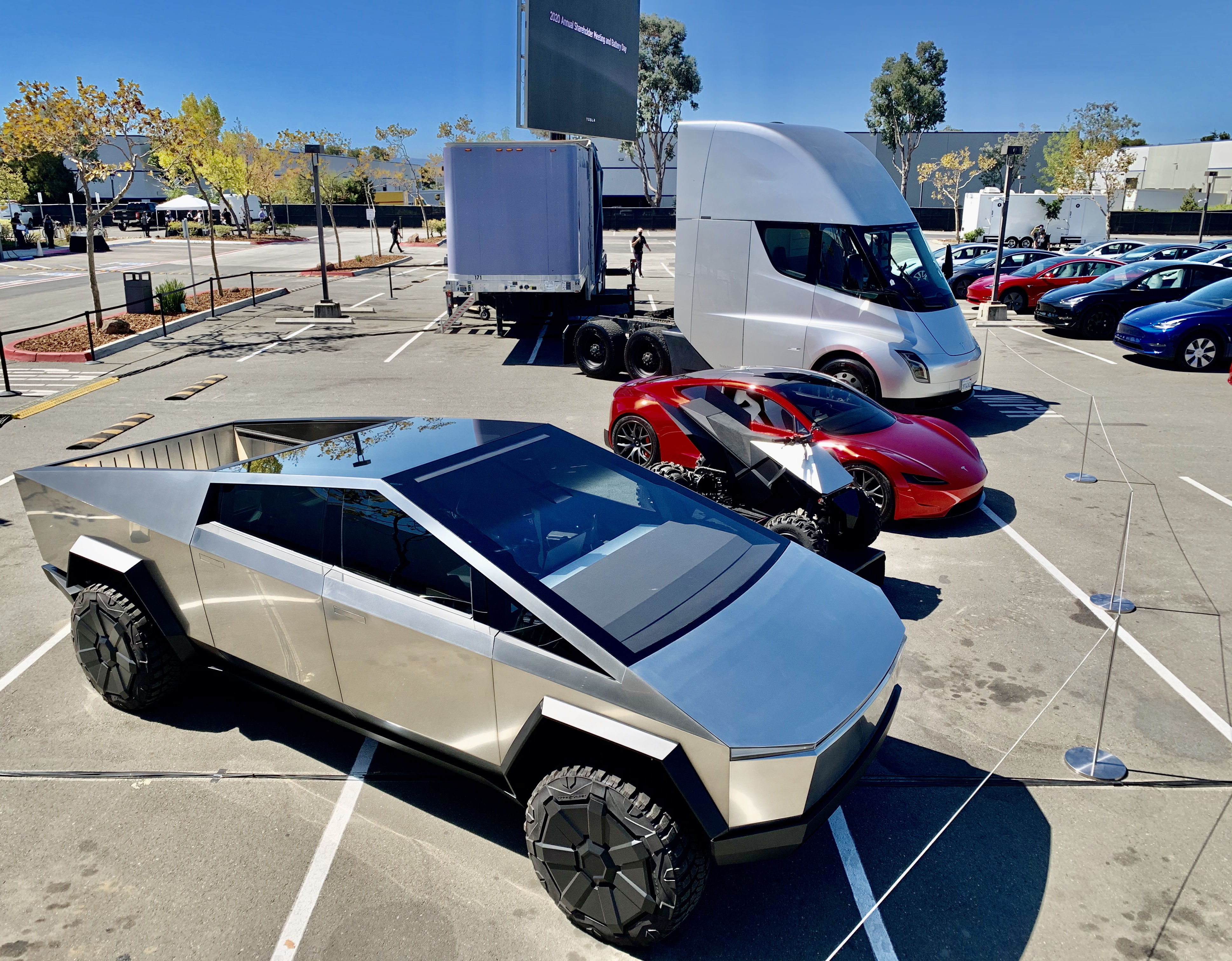
Cybertruck и другие модели Tesla